# Fsn
fsn（フュージョン、File System Navigator）はファイルシステムを3次元コンピュータグラフィックスで表示する実験的なアプリケーションである。シリコングラフィックス社（SGI）によってIRIXシステム用に開発された。
完全に機能するファイルマネージャとして開発されることはなかったものの、1993年に映画ジュラシック・パークの中で用いられて以来いくらか有名になった。映画の後半で、登場人物の一人であるレックスが fsn のインターフェースを表示したコンピュータを見付け、「UNIX だ！　これなら知ってる！」と言うシーンがある。映画の公開後、一部ではその映像化がメディアによるコンピュータの間違った再現の一例だと誤解され、コンピュータゲーム風の画面表示は非現実的なハリウッド製のモックアップとして引用された。